# Jean-Claude Duvalier
Jean-Claude Duvalier, kendt som Bébé Doc eller Baby Doc (født 3. juli 1951, død 4. oktober 2014), var Haitis hersker efter sin fars, François Duvaliers død. Han regerede i perioden 1971 – 1986.
Jean-Claude Duvalier var, som sin far, berygtet for sine korrupte styreformer og overgreb mod befolkningen. Han blev tvunget til at træde tilbage og forlade landet den 7. februar 1986, hvorefter han flygtede til Frankrig.
25 år efter d. 16. januar 2011 vendte han tilbage til Haiti på trods af, at den nuværende præsident i 2007 gjorde klart, at Duvalier ville blive retsforfulgt for bestikkelse og mord på haitianere.

## Fodnoter
1. ↑  Berlingske Tidende: 'Baby Doc' er tilbage i Haiti, opdateret 17. januar 2011, besøgt 17. januar 2011

 Der er for få eller ingen kildehenvisninger i denne artikel, hvilket er et problem. Du kan hjælpe ved at angive troværdige kilder til de påstande, som fremføres i artiklen.